# Jacek Marszałek
Jacek Marszałek (ur. 24 stycznia 1963 w Żarowie, zm. 13 kwietnia 2013 w Woli Będkowskiej) – polski szybownik, szybowcowy pilot doświadczalny, pilot samolotowy i komunikacyjny, kapitan-dowódca na samolotach komunikacyjnych ATR 42 i ATR 72. 

## Działalność sportowa
W 1978 roku rozpoczął szkolenie szybowcowe w Aeroklubie Gliwickim. Już w 1981 roku uzyskał Srebrną Odznakę Szybowcową, w roku 1983 Złotą (nr 1360), w roku 1988 Złotą z trzema diamentami. W 1983 roku po raz pierwszy został zakwalifikowany do Szybowcowej Kadry Juniorów. Przeszedł też przeszkolenie samolotowe (1985 – licencja pilota turystycznego).
Od roku 1986 udzielał się w Aeroklubie Gliwickim jako instruktor, a od 1 czerwca 1987 roku rozpoczął pracę jako instruktor sekcji szybowcowej. W latach 1987–1993 pracował  na pełnym etacie w AGl. Uczestniczył z sukcesem w wielu zawodach i imprezach lotniczych, aktywnie społecznie działał w zarządzie sekcji szybowcowej oraz zarządzie Aeroklubu Gliwickiego. Zdobył uprawnienia mechanika szybowcowego i osprzętowca oraz Samolotową Licencję Zawodową.
W 1988 roku ukończył studia na Politechnice Śląskiej i uzyskał tytuł magistra inżyniera elektroniki. 
31 grudnia 1993 roku instruktor sekcji szybowcowej Jacek Marszałek zakończył pracę w Aeroklubie Gliwickim. Po uzyskaniu w kwietniu 1994 roku uprawnień szybowcowego pilota doświadczalnego II klasy, rozpoczął pracę w PDPSz PZL-Bielsko. W roku następnym uzyskał uprawnienia szybowcowego pilota doświadczalnego I kl. 
Wykonał obloty m.in.
- SZD-56 Diana-1 III prototyp
- MDM-1 Fox w wersji z końcówkami skrzydeł
- SZD-54 Perkoz II prototyp

Brał udział w próbach rozwojowych szybowców SZD-51 Junior, SZD-55 Promyk, SZD-56 Diana i Diana 2, SZD-59 Acro, szybowców akrobacyjnych Fox i Swift.
Do znaczących osiągnięć było przeprowadzenie prób flatterowych szybowca Diana i Perkoz, oraz korkociągi proste i odwrócone na tych typach.  
W latach 1999–2000 był szefem wyszkolenia w Górskiej Szkole Szybowcowej na górze Żar. 9 listopada 1999 roku został zakwalifikowany do Szybowcowej Kadry Narodowej na rok 2000. 
W roku 2001 przyjął ofertę pracy w firmie Eurolot S.A. na stanowisku pilota komunikacyjnego, posiadając od roku 2005 uprawnienia kapitana. 
Do przedwczesnej śmierci zdobył pokaźne doświadczenie i dorobek: 
- 4713 lotów na szybowcach w czasie 3477 godzin na 42 typach
- 9377 lotów na samolotach w czasie 6365 godzin na 23 typach
- Z tego ponad 800 godzin w lotach doświadczalnych.

13 kwietnia 2013 roku podjął się badania samolotu ultralekkiego Dedal KB. Podczas badań samolot rozpadł się w powietrzu. 
Został pochowany w Otwocku, na cmentarzu przy ul. Andriollego.

## Upamiętnienie
Zarząd Aeroklubu Gliwickiego podjął decyzję o nadaniu w 2021 roku i każdym kolejnym zawodom na celność lądowania imienia Jacka Marszałka.

## Zdobyte odznaki szybowcowe
Odznaki szybowcowe zdobyte przez Jacka Marszałka podano za: Tadeusz Lewicki: 60 lat Sekcji Szybowcowej Aeroklubu Gliwickiego 1955 – 2015. s. 193, 196, 197, 198, 200, 201.
Srebrna odznaka szybowcowa
| Nr odznaki | Czas    | Przewyższenie | Przelot | Data       |
| ---------- | ------- | ------------- | ------- | ---------- |
| 6235       | 5 h 52’ | 1325 m        | 75 km   | 01.07.1983 |

Złota odznaka szybowcowa
| Nr odznaki | Przewyższenie | Przelot | Data       |
| ---------- | ------------- | ------- | ---------- |
| 1360       | 3160 m        | 338 km  | 22.04.1986 |

Złota odznaka szybowcowa z 3. diamentami
| Nr odznaki AP/FAI | Przewyższenie | Przelot powyżej 500 km | Przelot po trasie zamkniętej 300 km | Data       |
| ----------------- | ------------- | ---------------------- | ----------------------------------- | ---------- |
| 473/5121          | 6600 m        | 500,339 km             | 338 km                              | 03.05.1988 |

Diamenty za przelot docelowy/po trasie zamkniętej 300 km
| Nr rejestru | Długość przelotu | Data       |
| ----------- | ---------------- | ---------- |
| 1775        | 338 km           | 12.06.1983 |

Diamenty za przewyższenie 5000 m
| Nr rejestru | Przewyższenie | Data       |
| ----------- | ------------- | ---------- |
| 910         | 6150 m        | 03.05.1988 |

Diamenty za przelot 500 km
| Nr rejestru | Długość przelotu | Data       |
| ----------- | ---------------- | ---------- |
| 640         | 500,339 km       | 26.05.1987 |

## Osiągnięcia sportowe
Osiągnięcia sportowe Jacka Marszałka podano za:Tadeusz Lewicki: 60 lat Sekcji Szybowcowej Aeroklubu Gliwickiego 1955–2015. s. 77, 81, 83, 86, 87, 90-91, 94, 96, 100, 102, 106, 108-109, 112, 117-118, 121-122, 126-127, 131-132, 136, 139, 142, 144, 148, 152, 154-155, 158-159, 162, 164-165, 167, 170, 173-174, 178.
- 1984 – Szybowcowe Mistrzostwa Polski Juniorów: XIV miejsce – Jacek Marszałek.
- 1985 – 28 lipca-10 sierpnia, XIII Szybowcowe Mistrzostwa Polski Juniorów Leszno: XXII miejsce – Jacek Marszałek.
- 1985 – 17-30 sierpnia, Okręgowe Zawody Szybowcowe (III liga) Opole: XIV miejsce – Jacek Marszałek.
- 1986 – 9-17 maja, III ligowe Zawody szybowcowe Stalowa Wola: XI miejsce – Jacek Marszałek.
- 1986 – 22 czerwca-5 lipca, XIV Szybowcowe Mistrzostwa Polski Juniorów Klasa STD Leszno: IV miejsce – Jacek Marszałek.
- 1986 – Jacek Marszałek wraz z Ryszardem Ptaszkiem zakwalifikował się do II ligi państwowej w akrobacji samolotowej.
- 1987 – 17-31 maja, XII Szybowcowe Mistrzostwa Polski w Klasie Otwartej Stalowa Wola: XXII miejsce – Jacek Marszałek.
- 1987 – 11-22 lipca, XV Szybowcowe Mistrzostwa Polski Juniorów Klasa STD Leszno: XVIII miejsce –  Jacek Marszałek.
- 1987 – 14 września, XVII Nawigacyjne Mistrzostwa Polski Juniorów Częstochowa: XV miejsce – załoga Jacek Marszałek i Sławomir Węsierski.
- 1987 – III Ligowe Zawody Samolotowe Bielsko-Biała: V miejsce – Jacek Marszałek, co pozwoliło na zakwalifikowanie się do zawodów o statusie II ligi.
- 1988 – 14-29 maja, XIII Szybowcowe Mistrzostwa Polski w Klasie Otwartej Nowy Targ: XII miejsce – Jacek Marszałek.
- 1988 – 24 czerwca-7 lipca, XIX Szybowcowe Mistrzostwa Śląska Gliwice: II miejsce – Jacek Marszałek.
- 1988 – 17-31 lipca, XXXIII Szybowcowe Mistrzostwa Polski Klasa STD Leszno: XXIV miejsce – Jacek Marszałek.
- 1988 – XXXIV Całoroczne Zawody Szybowcowe o memoriał Ryszarda Bittnera: XXIII miejsce – Jacek Marszałek.
- 1988 – Klasyfikacja Skrzydlatej Polski 10 najlepszych wyników szybowcowych 1988: Wysokość absolutna: Jacek Marszałek 8778 m 1 miejsce, Przewyższenie: Jacek Marszałek 6600 m 1 miejsce, Prędkość na wieloboku 200 km Jacek Marszałek 112,22 km/h 9 miejsce, Prędkość przelotu docelowo-powrotnego 300 km Jacek Marszałek 86,02 km/h 6 miejsce, Klasyfikacja ogólna: Jacek Marszałek 6 miejsce.
- 1989 – Całoroczne Zawody Szybowcowe o Memoriał Ryszarda Bittnera: XXXVII miejsce – Jacek Marszałek.
- 1989 – Klasyfikacja Skrzydlatej Polski 10 najlepszych wyników w roku 1989: Prędkość na trasie wieloboku o obwodzie 100 km: Jacek Marszałek V = 128,94 km/h V-VI miejsce.
- 1990 – 14-28 czerwca, XXIV Krajowe Zawody Szybowcowe im. Szczepana Grzeszczyka Lisie Kąty: XVIII miejsce – Jacek Marszałek.
- 1990 – Całoroczne Zawody Szybowcowe o Memoriał Ryszarda Bittnera: XXX miejsce – Jacek Marszałek.
- 1991 – 12-25 sierpnia, XXV Krajowe zawody Szybowcowe im. Szczepana Grzeszczyka Lisie Kąty: V miejsce – Jacek Marszałek.
- 1992 – 17-30 maja, XXXVII Szybowcowe Mistrzostwa Polski Klasa STD Leszno: XXII miejsce – Jacek Marszałek.
- 1993 – Całoroczne Zawody Szybowcowe Aeroklubu Polskiego 1993: IV miejsce – Jacek Marszałek.
- 1993 – Całoroczne Zawody Szybowcowe Aeroklubu Gliwickiego Gliwice: I miejsce – Jacek Marszałek.
- 1994 – Międzynarodowe Zawody Regionalne Klasa Orwarta Klix (Niemcy): IV miejsce – Jacek Marszałek.
- 1994 – 25 czerwca-9 lipca  XXXIX Szybowcowe Mistrzostwa Polski Klasa STD Leszno: XVIII miejsce – Jacek Marszałek.
- 1994 – Całoroczne Zawody Szybowcowe Aeroklubu Gliwickiego Gliwice: I miejsce – Jacek Marszałek.
- 1994 – Całoroczne Zawody Szybowcowe o Memoriał Ryszarda Bittnera: IV miejsce – Jacek Marszałek.
- 1995 – 11-25 czerwca, XXXX Szybowcowe Mistrzostwa Polski Klasa STD Leszno: XLVII miejsce – Jacek Marszałek.
- 1995 – XXXXI Całoroczne Zawody Szybowcowe Imienia Ryszarda Bittnera: V miejsce – Jacek Marszałek.
- 1995 – Całoroczne Zawody Szybowcowe Aeroklubu Gliwickiego Gliwice: I miejsce – Jacek Marszałek.
- 1996 – 20 lipca-4 sierpnia, XXXXI Szybowcowe Mistrzostwa Polski Klasa STD Leszno: XXI miejsce – Jacek Marszałek.
- 1996 – Całoroczne Zawody Szybowcowe o Memoriał Ryszarda Bittnera: V miejsce – Jacek Marszałek.
- 1996 – Klasyfikacja 10 najlepszych wyników roku 1996 pod patronatem „Skrzydlatej Polski”:  Konkurencja odległościowa docelowo-powrotna >300 km – Jacek Marszałek 3 miejsce. Konkurencja prędkościowa docelowo-powrotna >300 km – Jacek Marszałek 1 miejsce V = 92,303 km/h. Konkurencja prędkościowa trójkąt 100 km – Jacek Marszałek 4 miejsce V = 91,250 km/h. Klasyfikacja łączna 10 najlepszych wyników w roku 1996 – Jacek Marszałek 2 miejsce.
- 1997 – sierpień,  Krajowe Zawody Szybowcowe Opole: II miejsce – Jacek Marszałek.
- 1997 – Całoroczne Zawody Szybowcowe Aeroklubu Gliwickiego Gliwice: II miejsce – Jacek Marszałe.
- 1997 – Klasyfikacja 10 najlepszych wyników szybowcowych roku 1997 pod patronatem Aeroklubu Polskiego i „Skrzydlatej Polski”: Konkurencja odległościowa, dowolna i wielokrotna po trasie trójkąta >300 km, Jacek Marszałek 2 miejsce – 488,2 km. Konkurencja prędkościowa po trasie trójkąta >100 km, Jacek Marszałek 5 miejsce – V = 111,04 km/h. Konkurencja prędkościowa po trasie trójkąta >200 km, Jacek Marszałek 2 miejsce – V = 107,84 km/h. Klasyfikacja indywidualna łączna, Jacek Marszałek 3 miejsce.
- 1998 – 14-28 czerwca, XLIII Szybowcowe Mistrzostwa Polski Klasa STD Przylep: II miejsce XXIV – Jacek Marszałek.
- 1998 – Klasyfikacja 10 najlepszych wyników szybowcowych w roku 1998: Konkurencje odległościowe z punktami zwrotnymi >300 km, Jacek Marszałek 9 miejsce – 577,5 km. Konkurencje prędkościowe po trasie trójkąta 200 km, Jacek Marszałek 4 miejsce – 104,76 km/h. Konkurencje prędkościowe po trasie trójkąta 300 km, Jacek Marszałek 5 miejsce – 96,33 km/h. Klasyfikacja ogólna, Jacek Marszałek 9 miejsce.
- 1998 – Całoroczne Zawody Szybowcowe Aeroklubu Gliwickiego Gliwice: II miejsce – Jacek Marszałek.
- 1999 – 16-30 maja, Międzynarodowe XXIV Szybowcowe Mistrzostwa Polski Klasa Otwarta Piła:  XXIV miejsce – Jacek Marszałek.
- 1999 – 13-27 czerwca XLIV Międzynarodowe Szybowcowe Mistrzostwa Polski Klasa STD Zielona Góra: VI miejsce – Jacek Marszałek.
- 1999 – 1-15 sierpnia XXVII Szybowcowe Mistrzostwa Polski Juniorów Leszno: XII miejsce – Jacek Marszałek.
- 1999 – Puchar Przelotów Szybowcowych 1998/1999: XI miejsce – Jacek Marszałek, wynik 515 km.
- 2000 – 21 maja-4 czerwca, XXV Międzynarodowe Szybowcowe Mistrzostwa Polski Klasa Otwarta Leszno: XIII miejsce – Jacek Marszałek.
- 2001 – 28 kwietnia-6 maja, I Szybowcowe Zawody o Puchar Euroregionu Beskidy lotnisko Żar: IX miejsce – Jacek Marszałek.
- 2002 – 27 kwietnia-5 maja II Międzynarodowe Zawody Szybowcowe o Puchar Euroregionu Beskidy Lotnisko Żar: IX miejsce – Jacek Marszałek.
- 2002 –18 maja-2 czerwca, XXVIII Międzynarodowe Mistrzostwa Polski w Klasie OPEN Leszno: XVI miejsce – Jacek Marszałek.
- 2002 – 20 lipca-4 sierpnia XLVII Międzynarodowe Mistrzostwa Polski w Klasie STD Piła: VIII miejsce – Jacek Marszałek.
- 2002 – październik, I Górski Rajd Lotniczy Żar 2002: III miejsce – załoga Jacek Marszałek, Kos.
- 2003 – 16-19 stycznia IX Szybowcowe Mistrzostwa Polski w Lądowaniu na Celność Żar: I miejsce – Jacek Marszałek.
- 2004 – 15-23 maja XXIX Szybowcowe Mistrzostwa Polski Klasa Otwarta Leszno: VII miejsce – Jacek Marszałek.
- 2004 – 26 czerwca-11 lipca, XLIX Szybowcowe Mistrzostwa Polski Klasa STD Leszno: XXXV miejsce – Jacek Marszałek.
- 2005 – 13-22 maja, XXX Międzynarodowe Szybowcowe Mistrzostwa Polski Klasa Otwarta Leszno: XXVIII i XXIX miejsce – Jacek Marszałek.
- 2005 – 3-12 czerwca, L Szybowcowe Mistrzostwa Polski Klasa STD Leszno: VIII miejsce, klasyfikacja międzynarodowa VII miejsce – Jacek Marszałek.
- 2006 – 12–21 maja XXXI Międzynarodowe Szybowcowe Mistrzostwa Polski Leszno: klasyfikacja krajowa XVII miejsce, klasyfikacja międzynarodowa XXII miejsce – Jacek Marszałek.
- 2006 – 14-23 lipca, LI Szybowcowe Mistrzostwa Polski Klasia STD Leszno: V miejsce – Jacek Marszałek.
- 2007 – 18-27 maja XXXII Międzynarodowe Szybowcowe Mistrzostwa Polski Klasa Otwarta Leszno: XXIV miejsce – Jacek Marszałek.
- 2008 – Całoroczne Zawody Szybowcowe o memoriał Ryszarda Bittnera: LXIII miejsce – Jacek Marszałek.
- 2008 – 27 czerwca-6 lipca, LII Szybowcowe Mistrzostwa Polski Klasa STD w Zielonej Górze: XVI miejsce – Jacek Marszałek, klasyfikacja międzynarodowa i krajowa.
- 2008 – 1-10 sierpnia, VII Szybowcowe Mistrzostwa Polski Klasa Klub A Częstochowa: XXX miejsce – Jacek Marszałek.
- 2009 – 8-17 maja, VII Krajowe Zawody Szybowcowe o Puchar Prezydenta Miasta Leszna Klasa Klub A Leszno: XIII miejsce – Jacek Marszałek.
- 2010 – 18-27 lipca, XIX Krajowe Zawody Szybowcowe Klasa Otwarta Ostrów Wielkopolski: XI miejsce – Jacek Marszałek.
- 2010 – 14-22 sierpnia, IX Szybowcowe Mistrzostwa Polski Klasa Klub A Stalowa Wola:XIX miejsce – Jacek Marszałek.
- 2010 – Całoroczne Zawody Szybowcowe Puchar Polski: XXVIII miejsce – Jacek Marszałek.
- 2011 – 14-22 maja, Krajowe Zawody Szybowcowe Częstochowa: I miejsce – Jacek Marszałek.
- 2011 – 13-21 sierpnia, X Szybowcowe Mistrzostwa Polski Klasa Klub B Leszno: XXVII miejsce – Jacek Marszałek.
- 2012 – 29 czerwca–8 lipca, XI Szybowcowe Mistrzostwa Polski – Grudziądz. Klasa Club A: II miejsce – Jacek Marszałek.
- 2012 – 15-26 sierpnia, II Szybowcowe Mistrzostwa Polski Klasa 15 m Stalowa Wola: XXIX miejsce – Jacek Marszałek.